# Bassowate

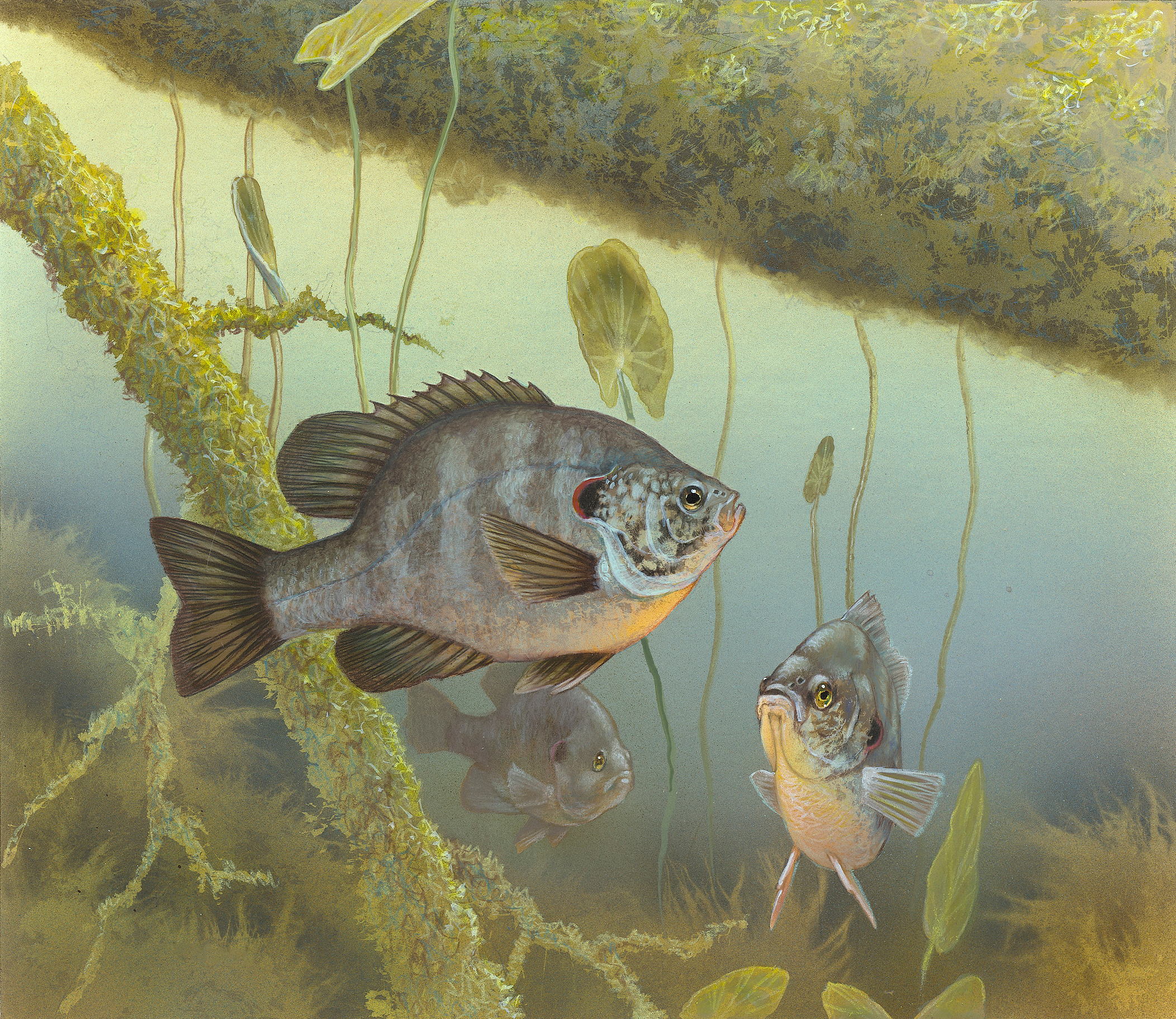
Lepomis microlophus

Bassowate, kolcowate, okoniopstrągowate (Centrarchidae) – rodzina słodkowodnych ryb okoniokształtnych, nazywanych również okoniami słonecznymi. Niektóre gatunki poławiane dla celów konsumpcyjnych. Wykorzystywane w badaniach laboratoryjnych. Bass pawik, bass tarczowy i bass słoneczny hodowane w akwariach.

## Zasięg występowania
Rzeki i wody stojące Stanów Zjednoczonych. Kilka gatunków zaaklimatyzowano w Europie, m.in. w
Polsce (bass słoneczny i bass wielkogębowy).

## Cechy charakterystyczne
- ciało silnie bocznie spłaszczone, krępe
- u większości łuski ktenoidalne
- minimum trzy kolce w płetwie odbytowej
- dwuczęściowa płetwa grzbietowa z kolcami w przedniej części
- budują gniazda, samiec opiekuje się ikrą i narybkiem
- większość gatunków atrakcyjnie ubarwiona
- drapieżne, żywią się rybami i bezkręgowcami

## Klasyfikacja
Rodzaje zaliczane do tej rodziny:
Acantharchus — Ambloplites — Archoplites — Centrarchus — Enneacanthus — Lepomis — Micropterus — Pomoxis